# 海伍德和米德爾頓 (英國國會選區)

選區在大曼徹斯特郡的位置

海伍德和米德爾頓 （英語：Heywood and Middleton），英國國會一郡選區，位於大曼徹斯特郡東北部，包括羅奇代爾都市自治市西部十個地方選區。
本區自1983年創設至今一直支持工黨。自1997年的當區議員為具有工黨和合作黨雙重黨籍的吉姆·杜賓。在2010年大選中，他以40.1%選票連任成功。